# Lilla Sjötullen

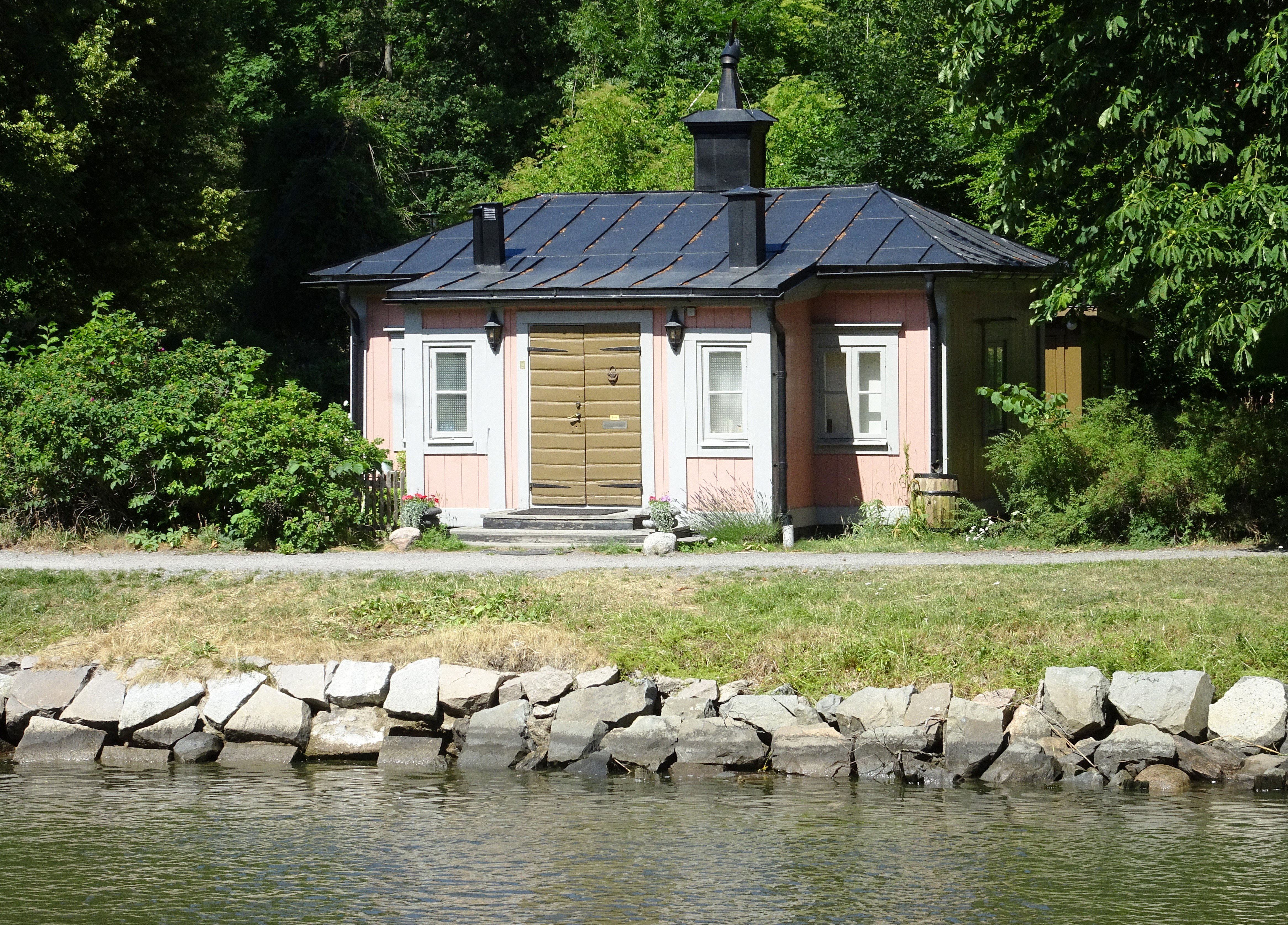
Lilla Sjötullen 2018.

Lilla Sjötullen är en före detta tullbyggnad i Stockholm, på Djurgården vid norra sidan om Djurgårdsbrunnskanalen intill Lilla Sjötullsbron. Byggnaden är s.k. blåmärkt av Stadsmuseet i Stockholm, vilket innebär att bebyggelsen bedöms ha synnerligen höga kulturhistoriska värden.

## Byggnadsbeskrivning

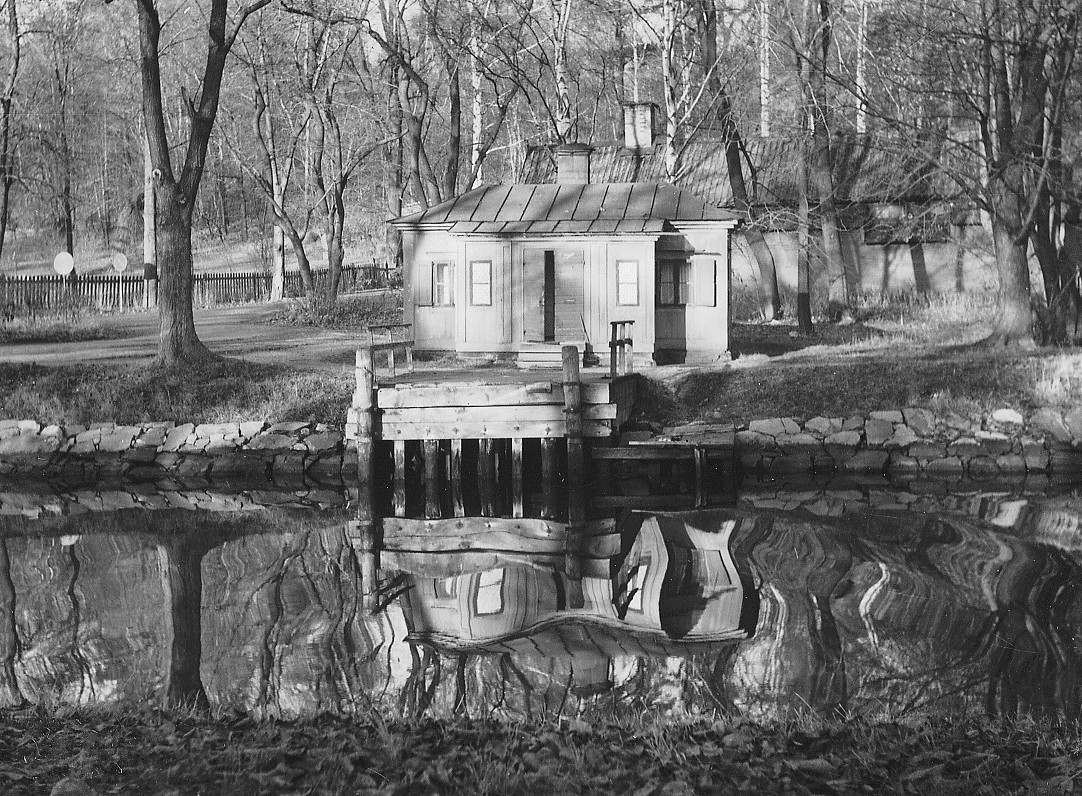
Lilla Sjötullen 1966.

Tullstugan Lilla Sjötullen kom till på 1830-talet i samband med att Djurgårdsbrunnskanalen anlades och öppnades för trafik. Lilla Sjötullen blev ett komplement till Stora Sjötullen som var tullstation vid Blockhusudden. Vid den nya kanalen lät tullverket uppföra en mindre träbyggnad under ledning av Johan Oldenburg som var arbetsledare för kanalbygget. Tullstugan bär arkitekt Fredrik Bloms prägel. Det lilla huset vid inloppet till kanalen blev kvar även efter att tulltvånget upphävdes 1881 och nyttjas numera som privatbostad. 